# مارك 22 (قنبلة نووية)
القنبلة النووية مارك 22 (Mk-22) هي أول اختبار للجهاز النووي الحراري من قبل مختبر كاليفورنيا للإشعاع (UCRL). فشلت مارك 22 في تحقيق أي شيء بسبب التسخين المبكر لأوانه من التعرض للنيوترونات. في غضون شهر من فشل القنبلة تم إنهاء مارك 22 لأن لجنة الولايات المتحدة للطاقة الذرية أدركت أنه لا يوجد شيء يمكن القيام به لإنقاذ التصميم.